# Taung
Taung ist eine Stadt in der Nordwestprovinz von Südafrika. Sie liegt auf halbem Weg zwischen Kimberley und Vryburg. 2011 lebten hier 18.289 Einwohner. Taung bedeutet auf Setswana „Platz des Löwen“ und wurde benannt nach Häuptling Tau vom Stamm der BaTaung oder Legoya.

## Geschichte
In Taung existierte während der Apartheid eine höhere Spezialschule, an der Söhne von Chiefs und anderen traditionellen Stammesführern aus der demographischen Gruppe der Batswana für künftige Verwaltungsaufgaben ausgebildet wurden. Es konnten zum Ende der Ausbildung zwei Abschlüsse erworben werden. Das waren ein niedrigrangiges Diplom in Verwaltungslehre sowie ein Volldiplom in Verwaltungslehre und Recht.

## Archäologische Forschung

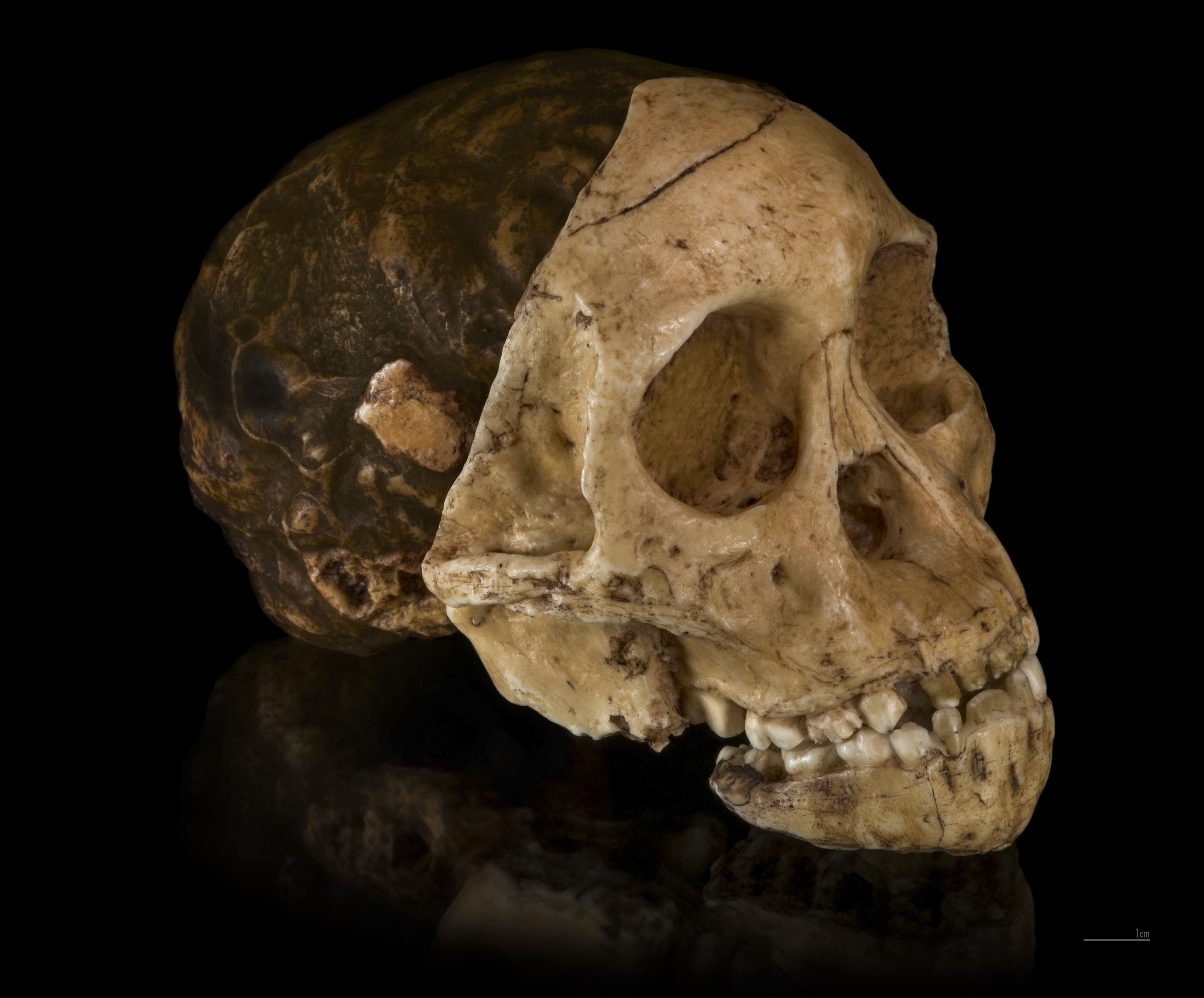
Das „Kind von Taung“, Nachbildung

International bekannt wurde der Ort, nachdem im November 1924 ein Arbeiter des Buxton-Steinbruchs einen Knochenfund gemacht hatte, der von Raymond Dart wenige Wochen später in der britischen Fachzeitschrift Nature als der fossile Schädel eines Vormenschen beschrieben wurde. Dieser erste Fund eines Australopithecus africanus wurde später auch als das „Kind von Taung“ bezeichnet. Das Fossil wird heute in der Witwatersrand-Universität in Johannesburg aufbewahrt. Im Steinbruch gibt es eine kleine Gedenkstätte.
2005 wurden der Fundort im ehemaligen Buxton-Steinbruch und einige in der näheren Umgebung liegende archäologische Fundstätten in die UNESCO-Liste des Weltkulturerbes aufgenommen. Der Eintrag umfasst neben Taung die auch als Wiege der Menschheit bekannten Fundstätten in Gauteng und das Makapansgat nahe Mokopane.

## Weitere Sehenswürdigkeiten
Weitere touristische Anziehungspunkte sind das Kletter- und Picknick-Gebiet Blue Pools im Steinbruchgelände, das zu einem Hotelkomplex gehörende, rund 150 Hektar große Boipelo-Reservat, die Steingravuren der San von Dinkwaneng nahe der Ortschaft Manthe sowie – östlich von Taung – das Mmabana Cultural Centre mit seinem Angebot an örtlichem Kunsthandwerk.

## Wirtschaft
Die Region um Taung ist von landwirtschaftlichen Betrieben geprägt. Bis hier erstrecken sich die nördlichen Ausläufer des Bewässerungssystems Vaalharts Water. Etwa 17 Kilometer vom Stadtzentrum entfernt liegt der zwischen 1982 und 1984 erbaute Taung-Stausee („Taung Dam“). Er dient der Wasserversorgung in der Region und wird touristisch genutzt.

## Belege
1. ↑  Volkszählung 2011, zuletzt abgerufen am 16. März 2022.
2. ↑  Informationsministerium [Department of Information] (Hrsg.): Multinationale Entwicklung in Südafrika: Eine Realität. Pretoria 1974, S. 68
3. ↑  The Local Government Handbook: „Greater Taung Local Municipality (NW394)“. Auf: localgovernment.co.za (englisch), zuletzt abgerufen am 16. März 2022.
4. ↑  Greater Taung Local Municipality: Our history. Auf: http://gtlm.gov.za, zuletzt abgerufen am 16. März 2022.
5. ↑  Vaalharts Water: „Location and Extent of Scheme“. (Memento vom 10. August 2014 im Internet Archive) Im Original erschienen auf vaalhartswater.co.za.